# Keeper of the Flame
Keeper of the Flame je devatenácté studiové album nizozemské hardrockové skupiny Golden Earring, vydané v roce 1989 společností Batabak Records. Na rozdíl od předcházejících alb nevyšlo v USA. Po delší době jde rovněž o první studiové album, které si skupina produkovala sama. Nahráno bylo ve studiu Ring Side v Belgii. V nizozemské hitparádě se umístilo na 11. příčce.

## Seznam skladeb
Všechny skladby napsali Barry Hay a George Kooymans, pokud není uvedeno jinak.
| Pořadí         | Název                            | Autor                | Délka |
| -------------- | -------------------------------- | -------------------- | ----- |
| 1.             | Can Do That                      |                      | 4:23  |
| 2.             | Too Much Woman (Not Enough Girl) |                      | 3:47  |
| 3.             | One Word                         |                      | 4:27  |
| 4.             | Keeper of the Flame              | Rinus Gerritsen, Hay | 6:01  |
| 5.             | Turn the World Around            |                      | 5:32  |
| 6.             | Circles                          |                      | 4:08  |
| 7.             | Say My Prayer                    |                      | 4:14  |
| 8.             | Distant Love                     | Gerritsen            | 5:11  |
| 9.             | Nighthawks                       |                      | 3:35  |
| 10.            | My Killer My Shadow              |                      | 6:09  |
| Celková délka: | Celková délka:                   | Celková délka:       | 47:27 |

## Sestava

### Golden Earring
- Rinus Gerritsen – baskytara, klávesy
- Barry Hay – zpěv
- George Kooymans – kytara, zpěv
- Cesar Zuiderwijk – bicí, elektronické bicí

### Hosté
- Jantien de Laaf – doprovodný zpěv
- Tijn Smit – klávesy
- Jacques Van Pol